# Rzgów (gmina, Grande-Pologne)
Rzgów est une gmina rurale du powiat de Konin, Grande-Pologne, dans le centre-ouest de la Pologne. Son siège est le village de Rzgów Pierwszy, qui se situe environ 17 km au sud-ouest de Konin et 83 km à l'est de la capitale régionale Poznań.
La gmina couvre une superficie de 104,68 km2 pour une population de 6 818 habitants.

## Géographie
| - Plan de la gmina. - Position de la gmina sur la carte du powiat. |

La gmina inclut les villages de Babia, Barłogi, Błonice, Bobrowo, Bożatki, Branno, Dąbrowica, Goździków, Grabienice, Józefowo, Kowalewek, Kurów, Mądroszki, Modła, Osiecza Druga, Osiecza Pierwsza, Rzgów Drugi, Rzgów Pierwszy, Sławsk, Świątniki, Witnica, Wojciechowo, Zarzew, Zarzewek et Zastruże.
La gmina borde les gminy de Golina, Grodziec, Lądek, Rychwał, Stare Miasto et Zagórów.